# Perry (Wisconsin)
Perry es un pueblo ubicado en el condado de Dane en el estado estadounidense de Wisconsin. En el Censo de 2010 tenía una población de 729 habitantes y una densidad poblacional de 7,79 personas por km².

## Geografía
Perry se encuentra ubicado en las coordenadas 42°54′4″N 89°46′46″O / 42.90111, -89.77944. Según la Oficina del Censo de los Estados Unidos, Perry tiene una superficie total de 93.53 km², de la cual 93.53 km² corresponden a tierra firme y (0%) 0 km² es agua.

## Demografía
Según el censo de 2010, había 729 personas residiendo en Perry. La densidad de población era de 7,79 hab./km². De los 729 habitantes, Perry estaba compuesto por el 97.81% blancos, el 0.55% eran afroamericanos, el 0% eran amerindios, el 1.37% eran asiáticos, el 0% eran isleños del Pacífico, el 0% eran de otras razas y el 0.27% pertenecían a dos o más razas. Del total de la población el 1.23% eran hispanos o latinos de cualquier raza.